# Incidente ferroviario di Rometta Messinese
L'incidente ferroviario di Rometta Messinese, conosciuto anche come incidente ferroviario di Rometta Marea e strage della Freccia della Laguna, fu un incidente ferroviario che si verificò il 20 luglio 2002, alle 18:56 al km 210+470 della ferrovia Palermo-Messina, poco prima della stazione di Rometta Messinese, nel comune di Rometta.

## Dinamica dell'incidente
Il treno espresso n. 1932, proveniente da Palermo Centrale e diretto a Venezia Santa Lucia aveva lasciato da poco la stazione di Milazzo con 190 passeggeri a bordo procedendo verso Messina. Giunto in prossimità del segnale di partenza lato Palermo della stazione di Rometta Messinese, a causa del cedimento improvviso di un giunto, la locomotiva E.656.032 sviò e, strisciando sulla massicciata, andò a sbattere contro la casa cantoniera. Per la velocità del convoglio si scatenò un effetto frusta sul materiale rimorchiato: le prime carrozze deragliarono a loro volta, la prima e la terza urtarono la casa cantoniera e si misero per traverso; il locomotore, dopo avere abbattuto in parte la costruzione, ruotò di 180° e finì la sua corsa sul lato opposto rimanendo in bilico verso una scarpata.
I soccorsi scattarono in breve tempo: accorsero per primi abitanti di Rometta e ferrovieri della stazione. Giunsero Vigili del Fuoco da varie località, centinaia di carabinieri, militari, polizia e ambulanze con sanitari. I lavori di soccorso continuarono fino a tarda notte.
Otto persone persero la vita tra cui uno dei due macchinisti; numerosi furono i feriti.

## Il treno coinvolto

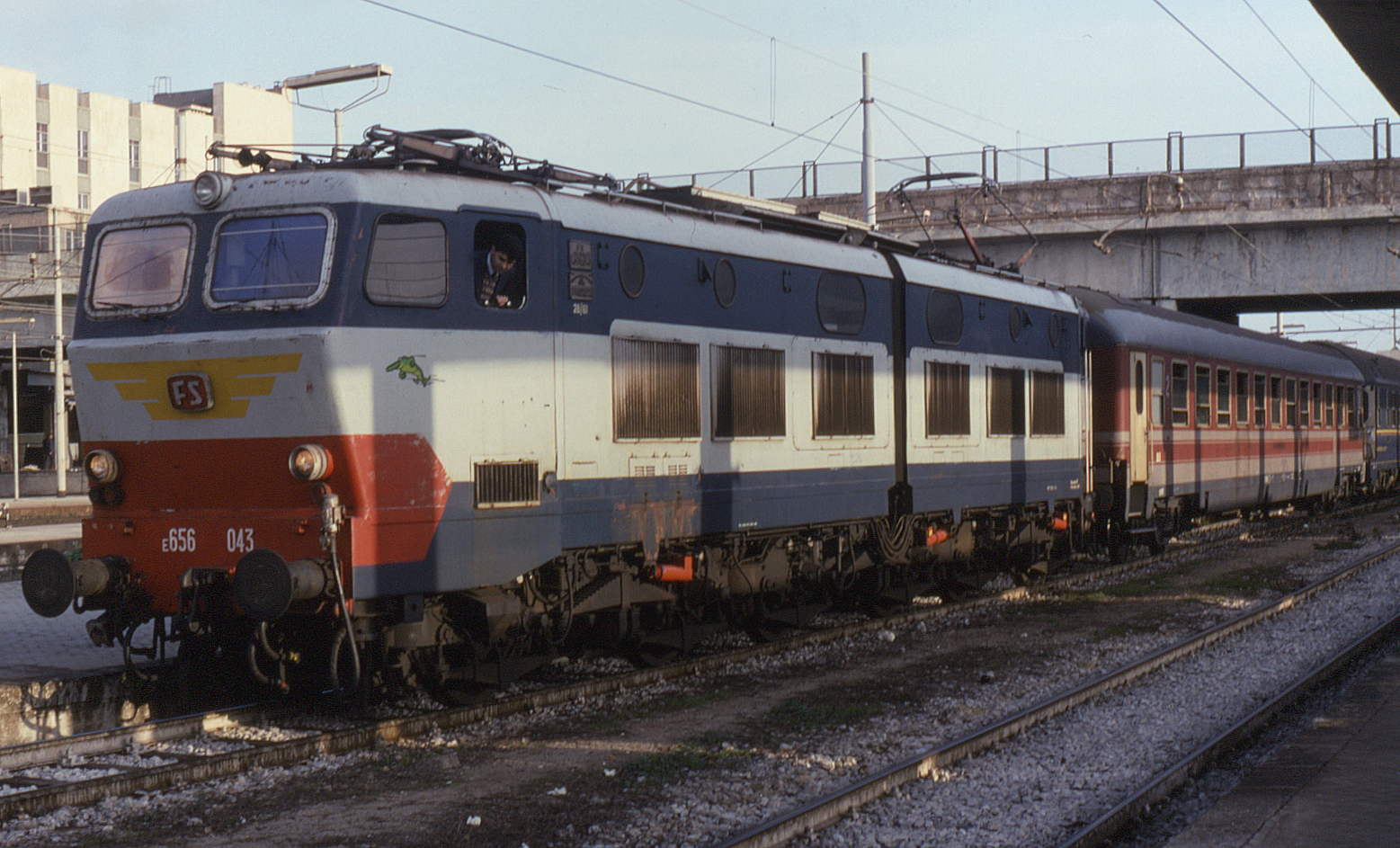
Una locomotiva della serie E.656, analoga a quella coinvolta nell'indente ferroviario di Rometta Messinese.

Treno espresso n. 1932, Freccia della Laguna, Palermo-Messina-Venezia, composto dalla locomotiva elettrica E.656.032 (serie E.656), e di sette carrozze di 1ª e di 2ª classe, fra cui alcune carrozze a cuccette di tipo UIC-X, altre di tipo "1959T", e di alcune carrozze letti.

## L'inchiesta: indagini
Furono avviate tre inchieste; una giudiziaria della Procura della Repubblica di Messina, una tecnica, dalle Ferrovie dello Stato e una terza del Ministero dei trasporti.
Le indagini preliminari del Procuratore della Repubblica di Messina vennero affidate a quattro periti per accertare le varie componenti possibili dell'incidente. La locomotiva elettrica era stata revisionata da poco tempo e viaggiava a circa 105 km/h a fronte dei 120 km/h ammessi dalla linea in quel tratto specifico; la velocità di linea dopo i lavori di manutenzione era stata di 60 km/h ma dal 20 giugno era stata ripristinata la velocità di linea in seguito al collaudo del binario, avvenuto con esito favorevole secondo le dichiarazioni della sezione lavori del Compartimento di Palermo. Tuttavia, il personale di macchina aveva segnalato, a più riprese, il verificarsi di sbandamenti anomali rispetto ai caratteristici movimenti della macchina in corsa. In particolare i macchinisti avevano emesso moduli scritti M40 per segnalare l'anomalia di comportamento. 
In seguito a tali deduzioni preliminari la magistratura incriminò per omicidio plurimo colposo e disastro ferroviario l'amministratore della ditta che aveva eseguito i lavori di manutenzione del binario e i tre funzionari delle ferrovie che avevano collaudato quel tratto di ferrovia. Il processo si trascinò a lungo; nel dicembre 2011, dopo quasi dieci anni, il tribunale emise la sentenza di primo grado in cui si dichiarava la responsabilità dei quattro indagati per la mancata manutenzione dei binari della ferrovia, mentre le accuse per omicidio colposo e lesioni colpose (per le quali il pubblico ministero aveva chiesto una condanna a 27 anni di carcere) caddero in prescrizione. Nella sentenza di secondo grado del febbraio 2014, la Corte d'Appello di Messina confermò la condanna per solo due dei tecnici indagati (ma la pena venne condonata) e assolse il titolare dell'azienda appaltante dei lavori di manutenzione e l'altro funzionario delle ferrovie; inoltre si tornò ad indagare su un operaio delle ferrovie inizialmente prosciolto nelle prime indagini.
Dal 2002 i rotabili sviati posti sotto sequestro dalla magistratura sono rimasti depositati in un terreno adiacente alla stazione. Nel giugno 2016 i rottami della Freccia della Laguna furono rimossi con una spesa di 140.000 euro.

## Le vittime
Nell'urto della locomotiva trovò la morte il macchinista Saverio Nania, da San Filippo del Mela; l'altro macchinista, Marcello Raneri, di 36 anni, fu ricoverato in gravi condizioni in ospedale. Tra i passeggeri 7 persone persero la vita: un'intera famiglia marocchina composta da Ali Abdelhakim, Hanja Abdelhakim, Miloudi Abdelhakim, Fatima Fauhreddine (della quale si salvarono solo due bambini); Placido Caruso, di 76 anni, da Milazzo; Stefano La Malfa, impiegato al Comune di Milazzo e Giuseppina Mammana, di 22 anni, siciliana ma residente in Germania. I feriti furono in totale 58; 47 furono ricoverati negli ospedali di Milazzo, Messina e Barcellona Pozzo di Gotto ma per la maggior parte furono dimessi il giorno seguente; solo sette rimasero ricoverati per ferite più gravi.
Nel parco della villa comunale "Villa Martina" di Rometta, situato in via Giovanni Verga nelle vicinanze del luogo della tragedia, è posta una lapide con i nomi delle vittime. Nei pressi della lapide nel 2016 è stato piantato un albero di ulivo in ricordo delle vittime.